# Антонін Лустіх
Антонін Лустіх (швед. Antonin Lustikh; 26 жовтня 1889, Сімферополь, Крим — 9 червня 1956, Лідінге, Швеція) — шведський художник та живпописець.
Народився в родині Євгена Люстіга та Серафіми Памфілової.
Одружений з художницею Вірі Меурман-Луста.
Вивчав мистецтво з 1913 році у Москві, потім у Петрограді та Парижі.
З 1930 року жив у Швеції, працював пейзажистом і портретистом.
Похований на Лідінгському кладовищі.